# 이란령 쿠르디스탄

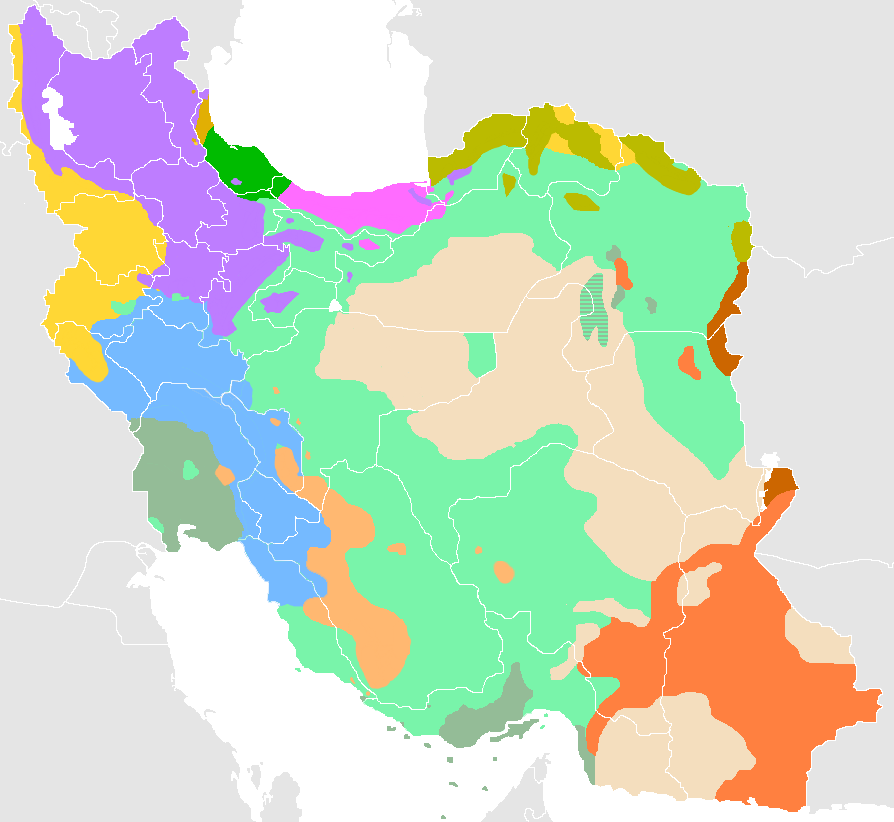
이란령 쿠르디스탄 (노란색)

이란령 쿠르디스탄은 이란의 영토인 쿠르디스탄 지역이다. 1946년에는 이 지역의 쿠르드인이 마하바드 공화국으로 독립을 선포했지만 이란은 독립국으로 인정하지 않았다 현재는 자치주의 성격을 지닌 지역이다.

## 같이 보기
- 쿠르디스탄